# は
En la escritura japonesa, los caracteres silábicos (o, con más propiedad, moraicos) は (hiragana) y ハ (katakana) ocupan el 26º lugar en el sistema moderno de ordenación alfabética gojūon (五十音), entre の y ひ; y el tercero en el poema iroha, entre ろ y に. En la tabla a la derecha, que sigue el orden gojūon (por columnas, y de derecha a izquierda), se encuentra en la sexta columna (a la que da nombre: は行, "columna HA") y la primera fila (あ段, "fila A"). 
Cuando es partícula se pronuncia "wa", se convierte en una partícula que cumple 3 funciones:
1) Establece el tema de la oración.
私の数学の学生は 馬鹿で わ ない
watashi-no-suugaku-no-gakusei-wa-baka-de-wa-nai
(en cuanto a mis estudiantes de matemática, no son tontos)
2) Diferencia el tema de otros posibles temas posibles.
カミラちゃんは 英語を べんきょうします
Kamira-chan-wa-engo-o-benkyoushimasu
(al menos en cuanto a Camila), (ella) estudia inglés
Es decir,no importa qué es lo que los demás hagan pero al menos en cuanto a Camila, ella estudia inglés 
3) Pone el énfasis de la oración en lo que viene después de si.
アドリアナは
adoriana-wa
(en cuanto a Adriana....)
una vez establecido el tema nos deja pensando en lo que va después.
El carácter は proviene del kanji 波, mientras que ハ proviene de 八 (ocho). Existe una versión hentaigana de は, , que proviene del kanji 者.
Pueden llevar tanto el signo diacrítico dakuten: ば, バ; como el handakuten: ぱ, パ

## Romanización
Según los sistemas de romanización Hepburn, Kunrei-shiki y Nihon-shiki:
- は, ハ se romanizan como "ha".
- ば, バ se romanizan como "ba".
- ぱ, パ se romanizan como "pa".

La partícula は no se pronuncia ha sino wa (lo que correspondería al carácter わ), por lo tanto, se suele romanizar wa.

## Escritura
| Escritura de は | Escritura de ハ |

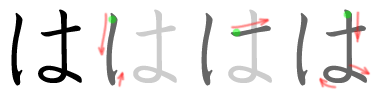
Orden de escritura de "は"

El carácter は se escribe con tres trazos:
1. Trazo vertical de arriba abajo y ligeramente curvo que termina torciéndose hacia arriba.
2. Trazo horizontal a la derecha del primero.
3. Trazo que empieza siendo vertical de arriba abajo, corta al segundo trazo y termina girando a la izquierda y formando un bucle.

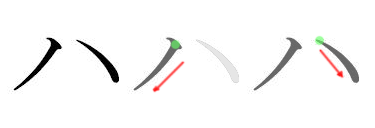
Orden de escritura de "ハ"

El carácter ハ se escribe con dos trazos:
1. Trazo diagonal hacia abajo a la izquierda.
2. A la derecha del primer trazo, un nuevo trazo diagonal hacia abajo a la derecha.

## Otras representaciones
- Sistema Braille:
| ●－ －－ ●● |
- Alfabeto fonético: 「はがきのハ」 ("el ha de hagaki", donde hagaki significa tarjeta postal)
- Código Morse: −・・・

- Datos: Q40694
- Multimedia: Ha (kana) / Q40694